# Brytyjska ekspedycja na Mount Everest (1921)

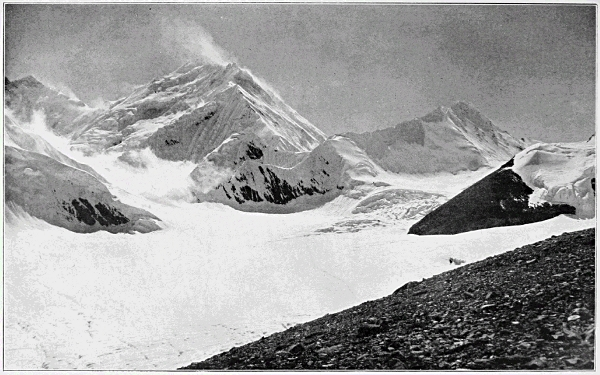
Zdjęcie Mount Everestu wykonane przez uczestników wyprawy

Brytyjska ekspedycja na Mount Everest z 1921 roku – wyprawa mająca na celu odnalezienie i zbadanie dróg hipotetycznej wspinaczki na Mount Everest, najwyższy szczyt świata, a także – w przypadku wypełnienia tych celów – podjęcia próby zdobycia wierzchołka. Uczestnicy wyprawy musieli prowadzić poszukiwania na obszarze Tybetu, gdyż granice Nepalu były wówczas zamknięte dla obcokrajowców. Badacze stwierdzili, że drogą dogodną do zdobycia Mount Everestu jest ta wiodąca przez lodowiec Kharta, przełęcz Lhagba La, lodowiec Rongbuk i przełęcz Chang La. Udało im się dotrzeć do przełęczy Chang La, lecz nim poczyniono dalsze postępy zarządzono powrót. Na czele ekspedycji stanął Charles Howard-Bury, zaś jej członkiem został George Mallory.

## Geneza

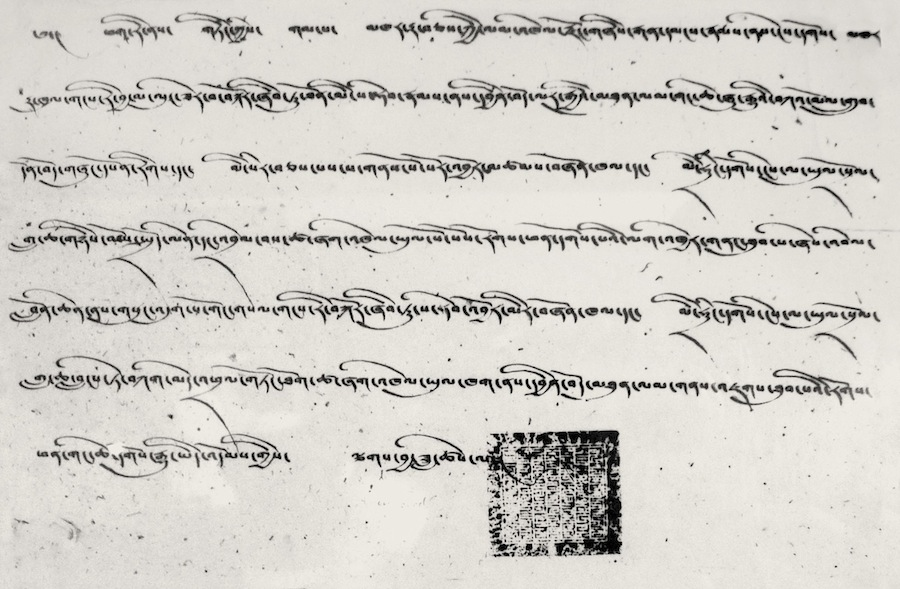
Pozwolenie dalajlamy na przeprowadzenie ekspedycji na obszarze Tybetu

W 1856 roku naukowcy prowadzący na terenie Indii badania w ramach Wielkiego Pomiaru Trygonometrycznego obliczyli, iż najwyższym szczytem świata nie jest Kanczendzonga, a nieprzebadany jak dotąd szczyt Peak XV, nazwany później Mount Everestem. Według pierwszych pomiarów góra ta miała mieć 29002 stóp wysokości (ok. 8840 m n.p.m.). Początkowo nie planowano organizacji wypraw mających na celu umożliwienie zdobycia Mount Everestu. W 1907 roku, by uczcić piętnastą rocznicę założenia brytyjskiego stowarzyszenia Alpine Club, zaplanowano pierwszą wyprawę rozpoznawczą na Mount Everest. Jej kierownikiem miał zostać Charles Granville Bruce. Na organizację ekspedycji nie zgodził się jednak John Morley, minister rządu brytyjskiego ds. Indii, co na równi z wybuchem I wojny światowej uniemożliwiło wysłanie badaczy w Himalaje.

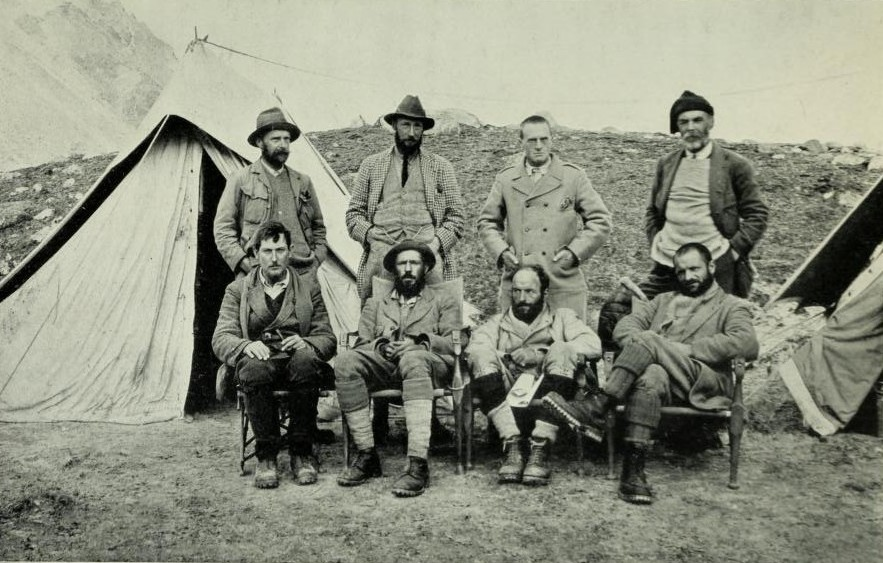
Członkowie ekspedycji. Górny rząd, od lewej: Wollaston, Howard-Bury, Heron, Raeburn. Dolny rząd, od lewej: Mallory, Wheeler, Bullock, Morshead.

W 1920 roku Ministerstwo ds. Indii wydało zgodę na organizację wyprawy na Mount Everest. Do Indii wysłano więc z misją dyplomatyczną pułkownika Charlesa Howarda-Bury'ego, któremu udało się przekonać do współpracy Rufusa Isaacsa, ówczesnego Wicekróla Indii. Z uwagi na fakt, iż Nepal był w tym okresie zamknięty dla obcokrajowców, członkowie wyprawy mieli dostać się do Tybetu przez Sikkim. Dzięki zabiegom wysłannika wicekróla Indii, Charlesa Alfreda Bella, 13. dalajlama Thubten Gjaco wydał zgodę na prowadzenie badań w tym regionie.
W styczniu 1921 roku Alpine Club i Królewskie Towarzystwo Geograficzne utworzyły Komitet Mount Everestu, którego zadaniem było zorganizowanie i sfinansowanie wyprawy. Początkowo głównym celem ekspedycji miało być dotarcie na szczyt Mount Everestu, lecz członkowie komitetu zdecydowali, że będzie miała ona charakter wyprawy rozpoznawczej. Jej dowódcą miał początkowo zostać Charles Bruce, lecz obowiązki wojskowe uniemożliwiły mu odbycie podróży do Tybetu. Kierownikiem wyprawy został więc Charles Howard-Bury. Zespół badawczy składał się z dwóch doświadczonych alpinistów - Harolda Raeburna oraz Alexandra Kellasa - oraz początkujących George'a Mallory'ego oraz Guya Bullocka. Członkami ekspedycji mianowano też botanika Sandy'ego Wollastona, geologa Alexandra Herona, geodetów Henry'ego Morsheada oraz Edwarda Wheelera.

## Przebieg ekspedycji

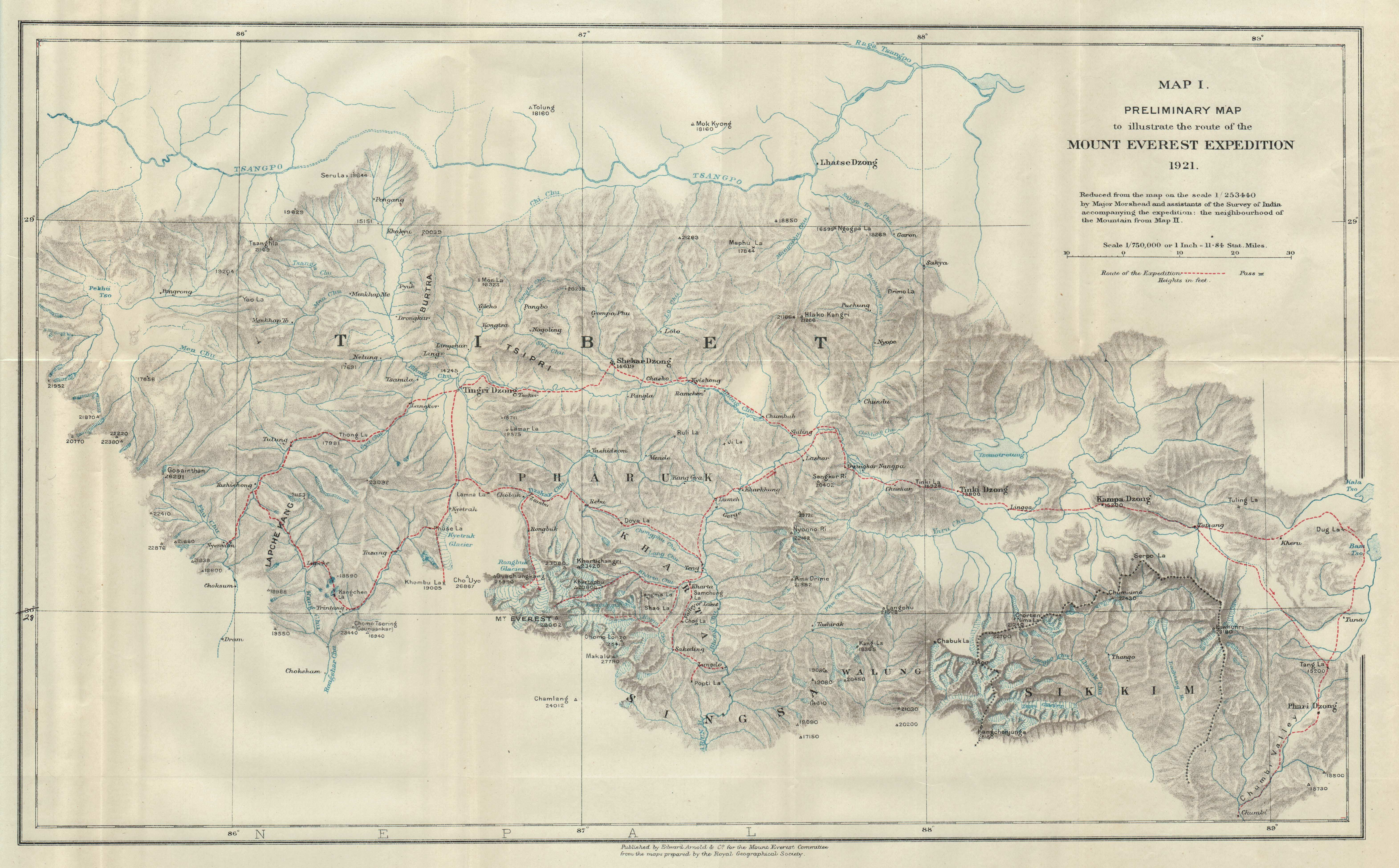
Mapa z 1921 roku przedstawiająca przebieg ekspedycji

Schemat przedstawiający okolice szczytu Mount Everest

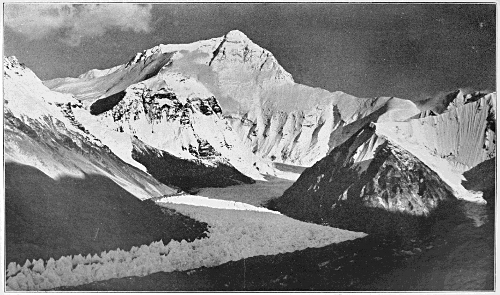
Zdjęcie przedstawiające Mount Everest i lodowiec Rongbuk wykonane przez uczestników wyprawy

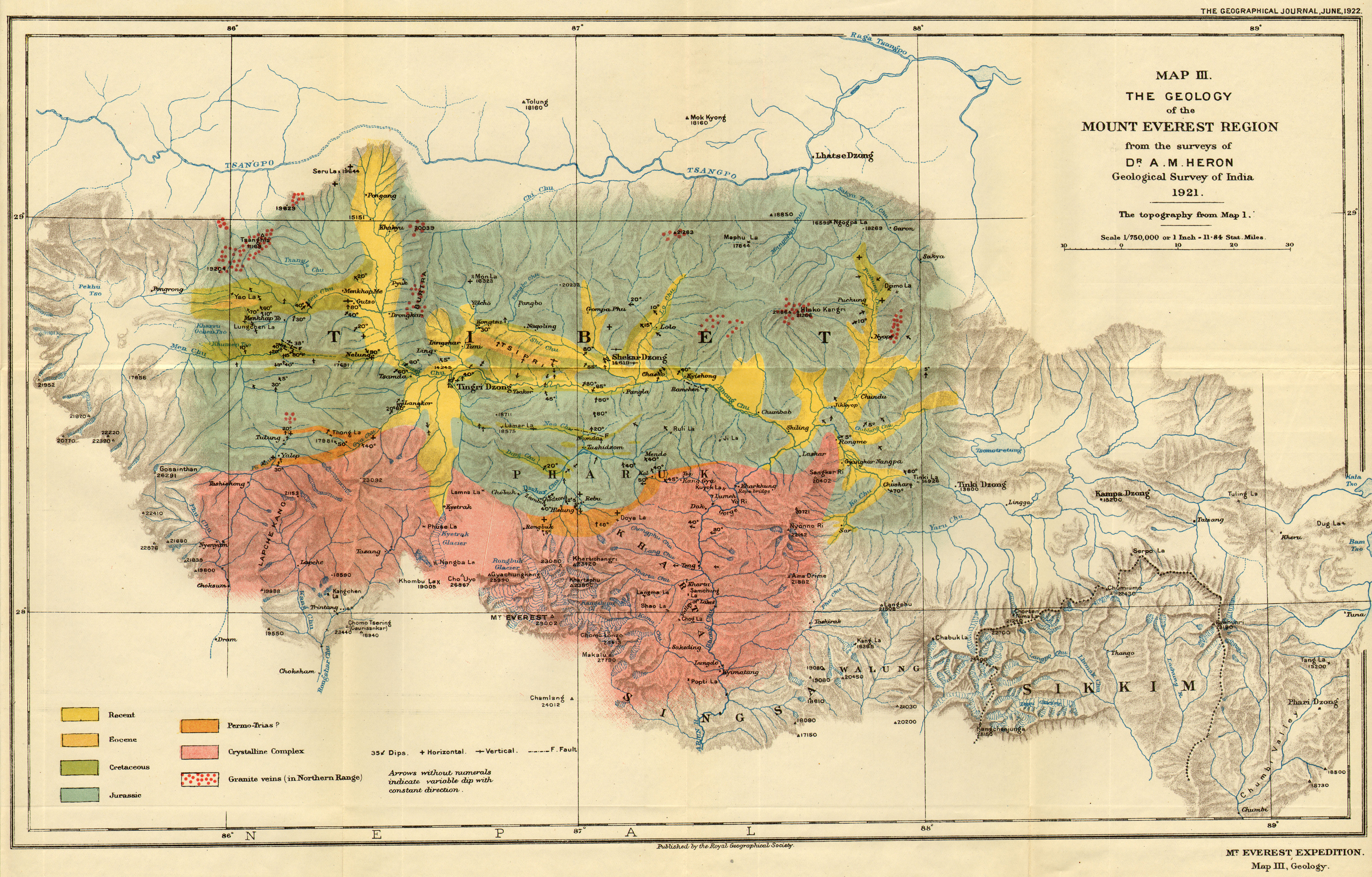
Mapa Geologiczna Herona z 1921 roku

### Podróż w rejon Mount Everestu
Członkowie ekspedycji wraz z Szerpami, tragarzami, zaopatrzeniem i setką mułów (które zostały później zastąpione przez jaki) wyruszyli 18 maja 1921 roku z Dardżyling, w Indiach Brytyjskich, w kierunku Mount Everestu oddalonego o około 480 kilometrów. Trasa podróży wiodła przez Sikkim, przez dolinę rzeki Teesta, a następnie przez położoną na wysokości 4267 m n.p.m. przełęcz Jelep La. Po przebyciu doliny Chumbi i przejściu przez przełęcz Tang La ekspedycja dotarła na Wyżynę Tybetańską. Następnie członkowie wyprawy skierowali się na zachód, po czym dotarli do miejscowości Khamba Dzong. 6 czerwca zmarł tam na niewydolność serca Alexander Kellas, zaś Harold Raeburn zachorował i został zmuszony do powrotu do Sikkimu. Pozostali badacze kontynuowali marsz. Po przekroczeniu doliny rzeki Arun po raz pierwszy zobaczyli Mount Everest z takiej odległości, by mogli rozpocząć ocenianie topografii góry. Po kilkunastu dniach od wyruszenia z Khamba Dzong dotarli do miejscowości Tingri, która stała się bazą dla badań północnych stoków Mount Everestu.

### Badania lodowca Rongbuk
Z Tingri możliwe stało się wejście do kilku dolin na północnych stokach Mount Everestu. 23 czerwca Mallory i Bullock rozpoczęli marsz na południe wraz z szesnastoma Szerpami i tragarzami. 25 czerwca badacze dotarli do wejścia do doliny Rongbuk, skąd po raz kolejny zobaczyli szczyt Mount Everestu. Po przebyciu kolejnych dziesięciu mil (ok. 16 kilometrów) dotarli do czoła lodowca Rongbuk, gdzie - na wysokości 5000 m n.p.m. - założyli obóz. Próba przebycia wysokich na 15 metrów seraków zakończyła się niepowodzeniem i na wysokości 5600 m n.p.m. alpiniści zdecydowali się na powrót do bazy.
Po sześciu dniach przeznaczonych na odpoczynek i aklimatyzację Mallory i Bullock założyli obóz drugi na wysokości 5300 m n.p.m. 1 lipca Mallory wraz z pięcioma Szerpami wspiął się na wysokość 5800 m n.p.m., skąd zobaczył zachodni stok przełęczy Chang La. Zauważył jednak, że z miejsca, w którym się znalazł, nie wiedzie żadna dogodna trasa w kierunku przełęczy. Zdecydował się więc na zbadanie zachodniej odnogi lodowca Rongbuk.
W związku ze skomplikowanym ukształtowaniem terenu, 5 lipca Mallory i Bullock wspięli się na szczyt Ri Ring o wysokości 6900 m n.p.m., skąd przeprowadzili obserwację okolicy. Mylnie stwierdzili wówczas, że przełęcz Chang La nie może być osiągnięta od wschodu przy pomocy lodowca Rongbuk. W rzeczywistości jest to możliwe, gdyż niedostrzeżony przez badaczy lodowiec po wschodniej stronie przełęczy łączy się przy pomocy wąskiego przesmyku z lodowcem Rongbuk. Podczas pobytu na Ri Ring Mallory i Bullock dostrzegli dwie potencjalne drogi wspinaczki na Mount Everest. Pierwsza wiodła przez szczyt Lho La zlokalizowany ponad polem firnowym lodowca Rongbuk, zaś druga – przez lodowiec Pumori i nienazwane dotąd wzniesienie pomiędzy szczytami Pumori i Lingtren.
Badacze zdecydowali się na podjęcie wędrówki drugą ze znalezionych tras. Mallory wspiął się na szczyt Lingtrennup, skąd wykonał zdjęcie przedstawiające szczyty Lhotse i Mount Everest. Następnie wspólnie z Bullockiem skierował się w górę lodowca Pumori. 19 lipca dotarli do szczytu grani, skąd mogli zobaczyć zlokalizowany po jej drugiej stronie lodowiec Khumbu. Zrezygnowali jednak z podjęcia próby zejścia w jego kierunku z uwagi na własne bezpieczeństwo. Na kolejne dni planowali poszukiwania wschodniej drogi na przełęcz Chang La. Realizacja tych planów została jednak powstrzymana gdy do badaczy dotarła wiadomość, iż zdjęcia wykonane przez Mallory'ego były bezużyteczne, gdyż alpinista wsadzał płyty fotograficzne do aparatu złą stroną. Fotografie były istotne dla realizacji głównego celu wyprawy, jakim było zbadanie terenu wokół Mount Everestu, więc w ciągu kolejnych dwóch dni Mallory i Bullock starali się wykonać ich jak najwięcej, przemierzając zbadane już przez siebie miejsca. Następnie rozpoczęli powrót do bazy. Do reszty członków ekspedycji dołączyli 25 lipca w Chobuk.

### Badania obszarów na północ od Mount Everestu
Podczas gdy Mallory i Bullock badali lodowiec Rongbuk, Morshead i Wheeler poddali niwelacji obszar o powierzchni 31 tys. km², wykonali na tej podstawie mapę w skali 1:250000 i zaktualizowali mapę Sikkimu. Ponadto, Wheeler na podstawie zdjęć i obserwacji wykonał mapę bezpośrednich okolic Everestu w skali 1:63360. Wollaston prowadził badania lokalnej flory i fauny, zaś Heron przeprowadził analizę geologiczną obszaru o powierzchni 21 tys. km² i na tej podstawie wykonał mapę geologiczną. Podczas prowadzenia badań Wheeler, Heron i Howard-Bury dotarli na szczyt Nangpa La na granicy tybetańsko-nepalskiej, a Morshead i Wollaston przekorczyli granicę na szczycie Lapche La. W lipcu Howard-Bury rozpoczął poszukiwania dogodnej bazy dla zbadania wschodnich stoków Mount Everestu. Uznał, że członkowie ekspedycji przeniosą się do regionu Kharta, a wymarsz zaplanował na 29 lipca.

### Badanie dolin Kharta i Kama

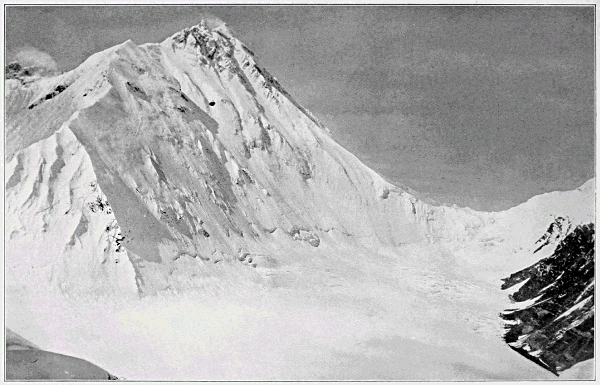
Zdjęcie przełęczy Chang La wykonane przez Bullocka z przełęczy Lhagba La

2 sierpnia Mallory i Bullock, przekonani że rzeka płynąca przez dolinę Kharta ma swoje źródła na stokach Mount Everestu, wyruszyli w górę jej biegu. 3 sierpnia dowiedzieli się jednak od mieszkańców doliny, iż na zboczach Mount Everestu znajdują się źródła płynącej w sąsiedniej dolinie rzeki Kamy. By dostać się do doliny Kama badacze przemierzyli przełęcz położoną na wysokości 5500 m n.p.m. Z doliny Kama byli w stanie dostrzec Mount Everest oraz Lhotse. 7 sierpnia wspięli się na Kartse, dogodne miejsce do obserwacji przełęczy Chang La. Udało się wówczas ustalić, że z przełęczy spływa lodowiec. Badacze mieli nadzieję, iż jest to ten sam, którego jęzor znajduje się w dolinie Kharta. Rozpoczęli więc powrót do doliny Kharta przez dolinę Kama.

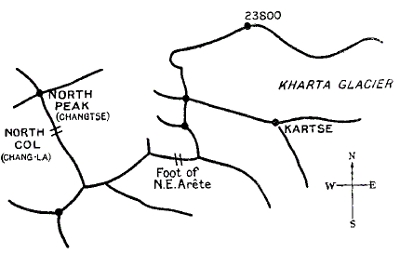
Wykonany przez Mallory'ego schemat północno-wschodnich stoków Mount Everestu

Po dotarciu do doliny Kharta Mallory zachorował, więc Bullock 13 sierpnia zdecydował się na podjęcie samotnej wspinaczki w kierunku lodowca Kharta. Podczas wędrówki odkrył, że lodowiec Kharta spływa z przełęczy oddalonej od Chang La, zaś ten rozpoczynający się na przełęczy Chang La spływa nie na wschód, a w kierunku północnym. Po powrocie Bullocka do bazy, Howard-Bury otrzymał list od prowadzącego badania w terenie Wheelera, według którego lodowiec spływający z Chang La łączy się z lodowcem Rongbuk. Członkowie ekspedycji nie mieli już czasu na powrót w rejon lodowca Rongbuk, więc postanowili spróbować wspiąć się na przełęcz Chang La poprzez odkrytą przez Bullocka przełęcz Lhagba La o wysokości ok. 6800 m n.p.m. 18 sierpnia grupa rozpoznawcza dowodzona przez Mallory'ego dotarła do przełęczy Lhagba La, po czym powróciła do bazy na dziesięciodniowy odpoczynek.

### Wspinaczka na przełęcz Chang La
Podczas gdy Mallory i Bullock odpoczywali po wspinaczce na Lhagba La, druga grupa alpinistów założyła bazę na wysokości 5300 m n.p.m. oraz obóz drugi na wysokości 6100 m n.p.m. Zarówno baza, jak i obóz drugi zostały na następne kilkanaście dni pozostawione bez opieki. Wstępne plany zakładały także utworzenie obozu trzeciego na przełęczy Lhagba La, obozu czwartego na przełęczy Chang La i obozu piątego na krótko przed szczytem Mount Everestu. Plany te nie zostały jednak zrealizowane, zaś badacze zostali zmuszeni przez trudne warunki pogodowe do poczekania do końca monsunu letniego. W międzyczasie do zespołu nieoczekiwanie powrócił Raeburn, który po długiej chorobie odzyskał zdrowie. 31 sierpnia badacze rozpoczęli wspinaczkę w kierunku bazy.

Schemat przedstawiający trasę wspinaczki Mallory'ego i Bullocka podczas badania lodowca Rongbuk i próby zdobycia Mount Everestu

Z uwagi na złe warunki pogodowe badacze pozostali w bazie do 20 września, po czym Mallory, Bullock, Morshead i Wheeler wyruszyli w kierunku przełęczy Lhagba La. Na miejscu stało się jasnym, że ekspedycja nie będzie w stanie osiągnąć przełęczy Chang La bez założenia po drodze czwartego obozu, więc cała grupa powróciła po zapasy i sprzęt do obozu drugiego, po czym wszyscy członkowie ekspedycji poza Raeburnem wyruszyli w kiedunku obozu trzeciego na przełęczy Lhagba La. Towarzyszyło im 26 Szerpów. 23 września ekspedycja dotarła do wschodniej odnogi lodowca Rongbuk. Mallory, Bullock, Wheeler i trzech Szerpów rozpoczęło wspinaczkę, zaś reszta grupy powróciła do bazy. 24 września alpiniści dotarli na przełęcz Chang La. Ukształtowanie terenu pozwalało na założenie tam kolejnego obozu, lecz cel ten nie mógł zostać osiągnięty ze względu na bardzo silny wiatr. Członkowie wyprawy zdecydowali, że zaniechają próby wejścia na Mount Everest i rozpoczną powrót do bazy. 26 września badacze zdemontowali wszystkie założone dotąd obozy i powrócili do doliny Kharta, skąd wyruszyli w dalszą drogę do Indii. 25 października dotarli do Dardżyling.

## Następstwa
Nim ekspedycja Howarda-Bury'ego opuściła Tybet, Komitet Mount Everestu zdecydował się na wysłanie kolejnej ekspedycji dowodzonej przez Charlesa Bruce'a, której głównym celem miało być osiągnięcie szczytu Mount Everestu od strony lodowca Rongbuk. Ekspedycja ta została zaplanowana na rok 1922 i miała zostać zaopatrzona w butle gazowe. Dokonania ekspedycji z 1921 roku zostały pozytywnie odebrane zarówno przez ekspertów, jak i opinię publiczną. Howard-Bury został nagrodzony Złotym Medalem Królewskiego Towarzystwa Geograficznego.